# Ebnat-Kappel
Ebnat-Kappel ist eine politische Gemeinde im Kanton St. Gallen in der Schweiz. Die Gemeinde Ebnat-Kappel befindet sich im Wahlkreis Toggenburg. Zu ihr gehören die Weiler Brandholz, Wintersberg und Bendel.

## Geographie
Der höchste Berg Ebnat-Kappels und zugleich der höchste Nagelfluhberg Europas ist der Speer mit 1950 m ü. M.
Die Nachbargemeinden von Ebnat-Kappel sind Nesslau, Neckertal, Wattwil, Gommiswald, Kaltbrunn, Schänis und Amden.

## Geschichte

Kappel und Ebnat im Jahr 1953, im Hintergrund Churfirsten

Bis 1762 hiess Ebnat Ober-Wattwil, dann Ebnet. Kappel wurde 1218 als Capelle, wahrscheinlich aufgrund einer dort befindlichen Kapelle, erwähnt. Am 26. Juli 1854 zerstörte ein Dorfbrand das Dorf Kappel fast vollständig. 1847 wurde durch Johann Gerhard Oncken in Ebnat-Kappel die erste schweizerische Baptistengemeinde gegründet.

Ebnat

Kappel

1965 vereinigten sich die Gemeinden Ebnat und Kappel zur Gemeinde Ebnat-Kappel. Gleichzeitig wurden die beiden Wappen in ein Wappen zusammengelegt. Es war somit das erste Fusionswappen im Kanton St. Gallen. 2007 wurde der Bindestrich zwischen Ebnat und Kappel vom Gemeinderat gestrichen. Weite Teile der Bevölkerung goutieren den Entscheid nicht. In ihren Augen symbolisiert gerade dieser Strich eine Verbindung der beiden Ortsteile. Mit dem Weglassen werde wieder getrennt, was man einst verschmolzen hatte, wird argumentiert. Zudem wird die Gemeinde in offiziellen Dokumenten nach wie vor Ebnat-Kappel geschrieben. Seit 2012 ist die Schreibweise mit Bindestrich wieder üblich. Aber auch ohne Bindestrich erscheint Ebnat Kappel auf der Gemeindewebsite.
→ siehe auch Abschnitt Geschichte im Artikel Ebnat SG

→ siehe auch Abschnitt Geschichte im Artikel Kappel SG

## Klima
Für die Normalperiode 1991–2020 beträgt die Jahresmitteltemperatur 8,1 °C, wobei im Januar mit −1,1 °C die kältesten und im Juli mit 17,4 °C die wärmsten Monatsmitteltemperaturen gemessen werden. Im Mittel sind hier rund 123 Frosttage und 22 Eistage zu erwarten. Sommertage gibt es im Jahresmittel rund 37, während im Schnitt 5 Hitzetage zu verzeichnen sind. Die Messstation von MeteoSchweiz liegt auf einer Höhe von 623 m ü. M.
|                        | Jan  | Feb  | Mär  | Apr  | Mai  | Jun  | Jul  | Aug  | Sep  | Okt  | Nov  | Dez  |   |       |
| Mittl. Temperatur (°C) | −1,1 | −0,1 | 3,8  | 7,8  | 12,1 | 15,7 | 17,4 | 16,9 | 12,7 | 8,5  | 3,3  | −0,2 | ⌀ | 8,1   |
| Mittl. Tagesmax. (°C)  | 3,1  | 4,6  | 9,2  | 13,8 | 17,9 | 21,4 | 23,3 | 23,0 | 18,4 | 13,7 | 7,7  | 3,8  | ⌀ | 13,4  |
| Mittl. Tagesmin. (°C)  | −4,8 | −4,7 | −1,4 | 1,6  | 5,9  | 9,8  | 11,5 | 11,3 | 7,6  | 4,2  | −0,4 | −3,8 | ⌀ | 3,1   |
|                        |      |      |      |      |      |      |      |      |      |      |      |      |   |       |
| Niederschlag (mm)      | 132  | 117  | 142  | 121  | 177  | 183  | 196  | 195  | 152  | 122  | 129  | 152  | Σ | 1818  |
|                        |      |      |      |      |      |      |      |      |      |      |      |      |   |       |
| Regentage (d)          | 12,1 | 10,9 | 13,1 | 11,7 | 14,0 | 14,4 | 14,3 | 13,5 | 11,1 | 10,7 | 11,4 | 13,9 | Σ | 151,1 |
|                        |      |      |      |      |      |      |      |      |      |      |      |      |   |       |
| Luftfeuchtigkeit (%)   | 88   | 86   | 82   | 78   | 78   | 77   | 78   | 81   | 85   | 88   | 90   | 90   | ⌀ | 83,4  |

| −4,8 |

| −4,7 |

| −1,4 |

| 1,6 |

| 5,9 |

| 9,8 |

| 11,5 |

| 11,3 |

| 7,6 |

| 4,2 |

| −0,4 |

| −3,8 |

| −4,8 |

| −4,7 |

| −1,4 |

| 1,6 |

| 5,9 |

| 9,8 |

| 11,5 |

| 11,3 |

| 7,6 |

| 4,2 |

| −0,4 |

| −3,8 |

## Gemeindepartnerschaft
Es besteht eine Gemeindepartnerschaft zum deutschen Aalen-Ebnat.

## Bevölkerung
| Bevölkerungsentwicklung             | Bevölkerungsentwicklung | Bevölkerungsentwicklung | Bevölkerungsentwicklung | Bevölkerungsentwicklung | Bevölkerungsentwicklung | Bevölkerungsentwicklung | Bevölkerungsentwicklung |
| ----------------------------------- | ----------------------- | ----------------------- | ----------------------- | ----------------------- | ----------------------- | ----------------------- | ----------------------- |
| Jahr                                | 1824                    | 1850                    | 1900                    | 1950                    | 1980                    | 2000                    | 2010                    |
| Einwohner                           | 3721                    | 4630                    | 5019                    | 4660                    | 4950                    | 5007                    | 4916                    |
| bis 1950: Ebnat und Kappel zusammen |                         |                         |                         |                         |                         |                         |                         |

## Verkehr

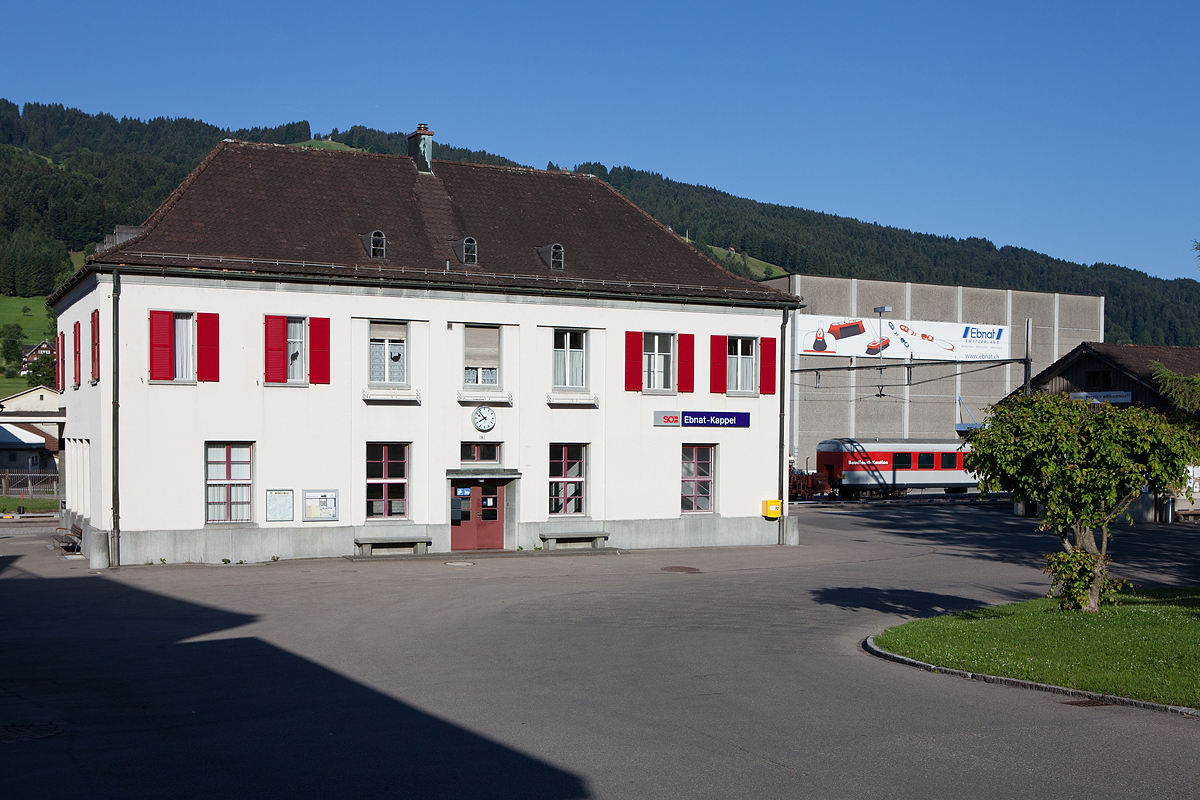
Bahnhof Ebnat-Kappel, dahinter Bürstenfabrik

Aufgrund einer als Autostrasse klassierten Ortsumfahrung bleibt Ebnat-Kappel von Verkehr verschont. Die Hauptstrasse 16 führt durch das Dorf.
Die Eisenbahnstrecke von Wattwil nach Nesslau der Südostbahn verläuft durch die Gemeinde Ebnat-Kappel, die Züge halten an einem zentralen Bahnhof. Zudem wird die Doppelgemeinde vom Busbetrieb Lichtensteig–Wattwil–Ebnat-Kappel (BLWE) erschlossen.

## Medien
1865 bis 2015 wurden in Ebnat-Kappel die Toggenburger Nachrichten herausgegeben.

## Sehenswürdigkeiten und Tourismus

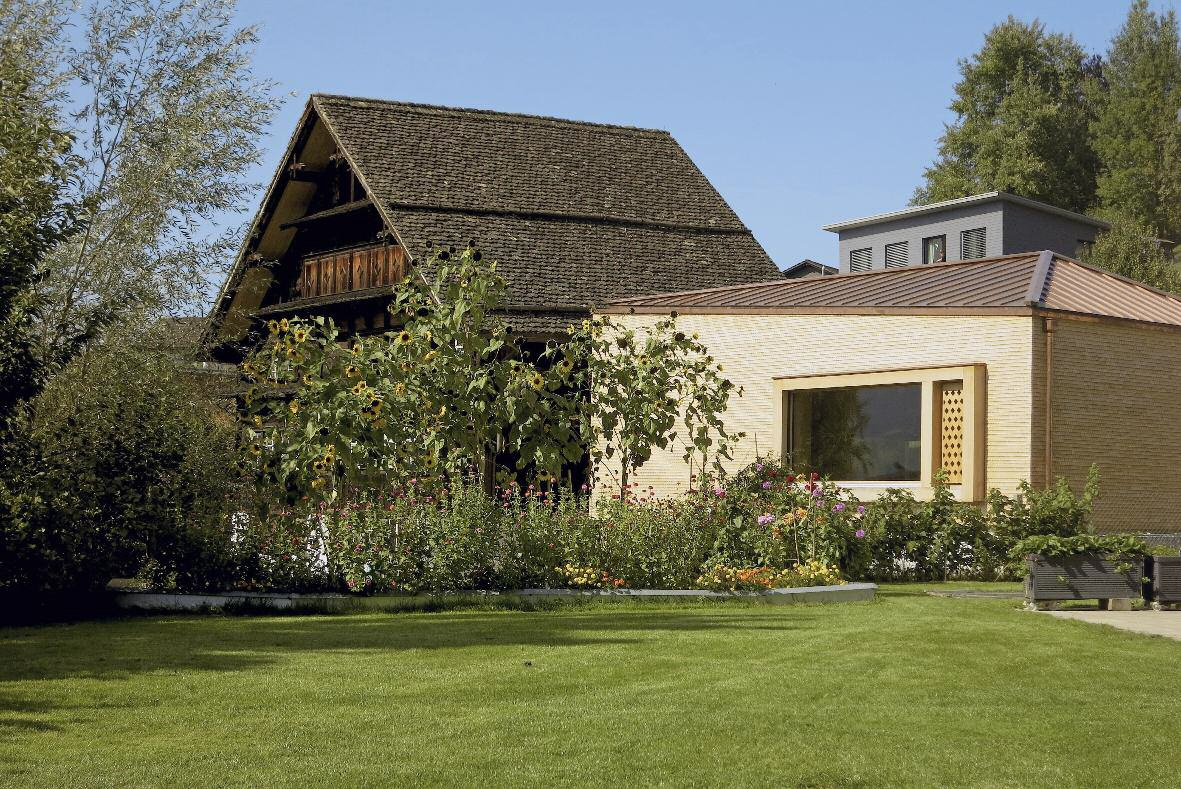
Ackerhaus mit dem 2015 erstelltem Anbau

- Reformierte Kirche im Ortskern von Ebnat, erbaut 1762 von Hans Ulrich Grubenmann. Saalkirche mit Frontturm.
- Haus Steinfels, 1667 unter Hans Jakob Bösch errichtet. Gotisch empfundener Baukörper mit barocker Detailgestaltung.
- Ackerhaus, erbaut 1752 in Füberg und 1951 in Ebnat neu aufgestellt für Albert Edelmann (1886–1963), der dort das Heimatmuseum stiftete.
- In Eich sind typische Toggenburger Holzhäuser erhalten (Nr. 16, 18 und 19).
- Haus Felsenstein in Kappel (Nr. 15) von 1624; Kreuzfirstbau mit spätgotischen Fenstergruppen und kreuzgratgewölbten Räumen.
- In der Nähe des Bahnhofes befinden sich Weidefiguren, die eine Kapelle und ein Einhorn darstellen (Flaggen von Kappel und Ebnat)

Durch das Gemeindegebiet verläuft der 60 Kilometer lange Thurweg, ein Wanderweg entlang der Thur von Wil nach Wildhaus.
Im Mai 2014 wurde südlich des Dorfs der Sinnepark eröffnet.

### Skigebiete

#### Tanzboden

Skigebiet Tanzboden, Luftaufnahme aus dem Jahr 1965

Südlich oberhalb des Dorfs auf etwa 880 m ü. M. beginnt der Skilift Tanzboden, der in die Nähe des Tanzbodens führt. Dank Scheinwerfern ist dort auch Nachtskifahren möglich.
| Skigebiet Tanzboden |            |        |                |                  |
| Lift                | Personen/h | Länge  | Höhendifferenz | Höhe Bergstation |
| Dicken–Tanzboden    | 1000       | 1350 m | 300 m          | 1200 m           |

#### Girlen
Ein weiteres Skigebiet war das Girlen im Südwesten des Dorfs. Die Lifte wurden 1965 errichtet. 1971 wurde Girlen durch die FIS homologiert und für FIS-Wettkämpfe freigegeben. Daraufhin wurden dort Europacup-Rennen durchgeführt, anschliessend im Rahmen des alpinen Skiweltcups am 2. Januar 1977 ein Riesenslalom-Rennen durchgeführt, Sieger wurde Heini Hemmi. Die zweite und letzte Austragung im Weltcup war am 4. Januar 1981. Dort fand ein Riesenslalom statt, gewonnen von Christian Orlainsky. Dieser Riesenslalom war zusammen mit der Abfahrt in Val-d’Isère vom 7. Dezember 1980 Teil der Kombinationswertung, den Andreas Wenzel gewann, Pirmin Zurbriggen holte dort seine ersten Weltcuppunkte. 1997 wurde der Betrieb eingestellt, 1999 wurden die Girlen-Lifte abgebaut und nach Südamerika verkauft.
| Skigebiet Girlen   |            |        |                |                  |
| Lift               | Personen/h | Länge  | Höhendifferenz | Höhe Bergstation |
| Tal–Färch          | 700        | 715 m  | 210 m          | 860 m            |
| Färch–Girlen       | 1'000      | 915 m  | 270 m          | 1110 m           |
| Girlen–Regulastein | 1'000      | 1440 m | 190 m          | 1300 m           |

## Persönlichkeiten
- Wendelin Looser (1720–1790), Hausorgelbauer
- Joseph Looser (1749–1822), Hausorgelbauer
- Johann Melchior Grob (1754–1832), Hausorgelbauer
- August Scheler (1819–1890), Linguist
- Babeli Giezendanner (1831–1905), Malerin
- Johann Jakob Bösch (1849–1912), Unternehmer und Politiker
- August Bösch (1857–1911), Bildhauer
- Ernst Jakob Homberger (1869–1955), Unternehmer Georg Fischer AG
- Hans Schmid (1879–1911), Flugpionier
- Albert Edelmann (1886–1963), Lehrer, Maler und Förderer von lokalem Volks- und Kulturgut
- Guido Looser (1892–1937), Schriftsteller
- Margrit Weber (1924–2001), Pianistin
- Milli Wittenwiler (* 1943), Politikerin
- Toni Brunner (* 1974), Politiker und Bauer
- Esther Friedli (* 1977), Politikerin

## Bilder

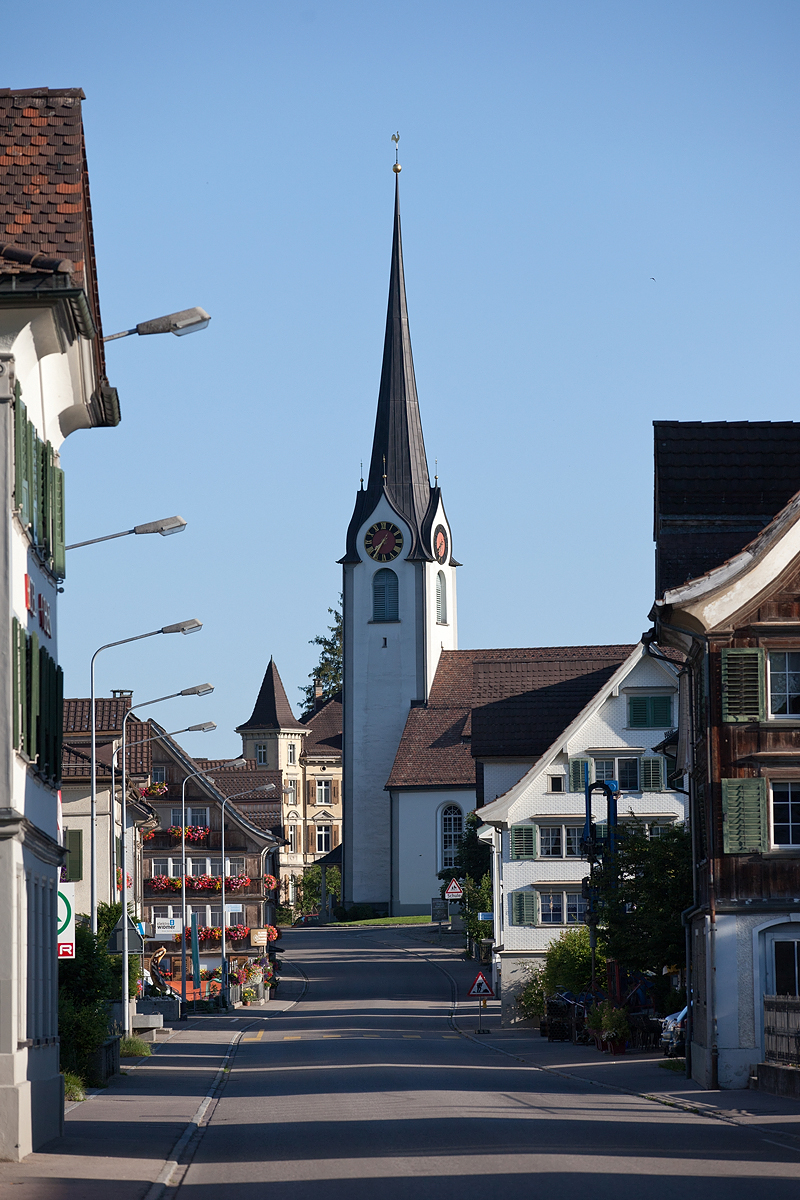
Reformierte Kirche
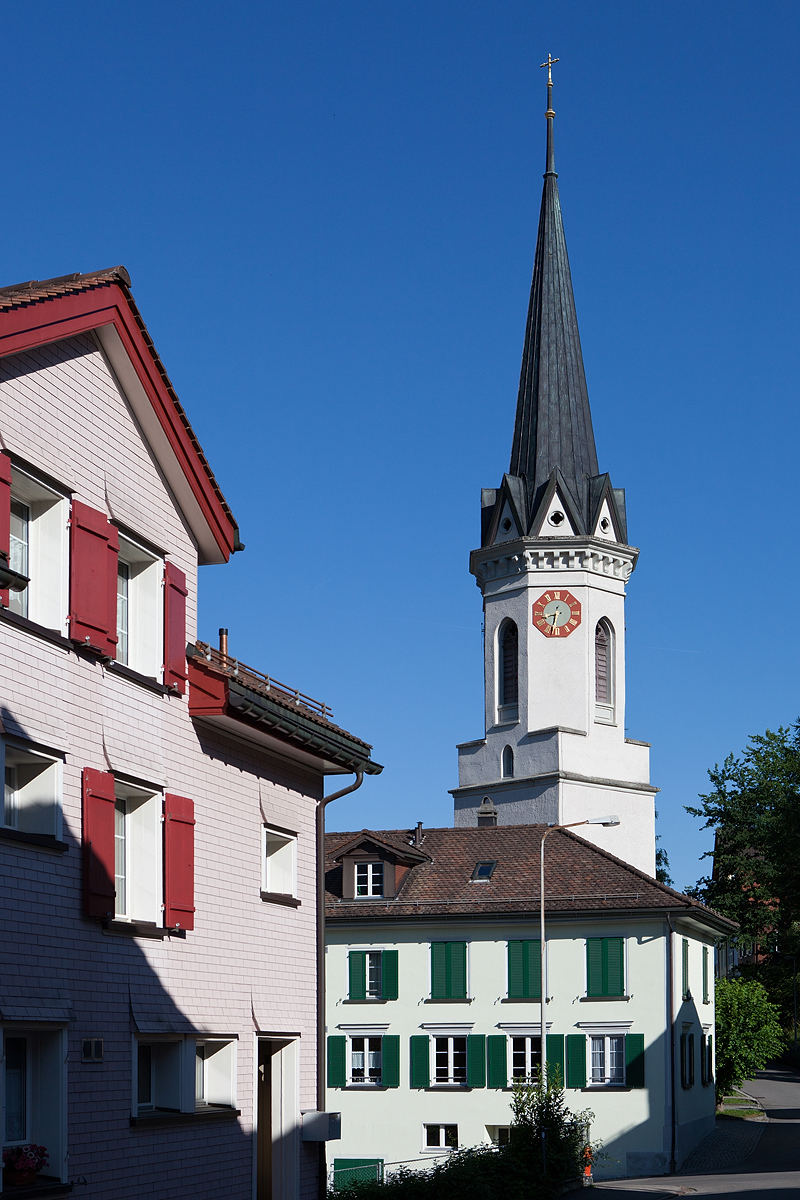
Katholische Kirche
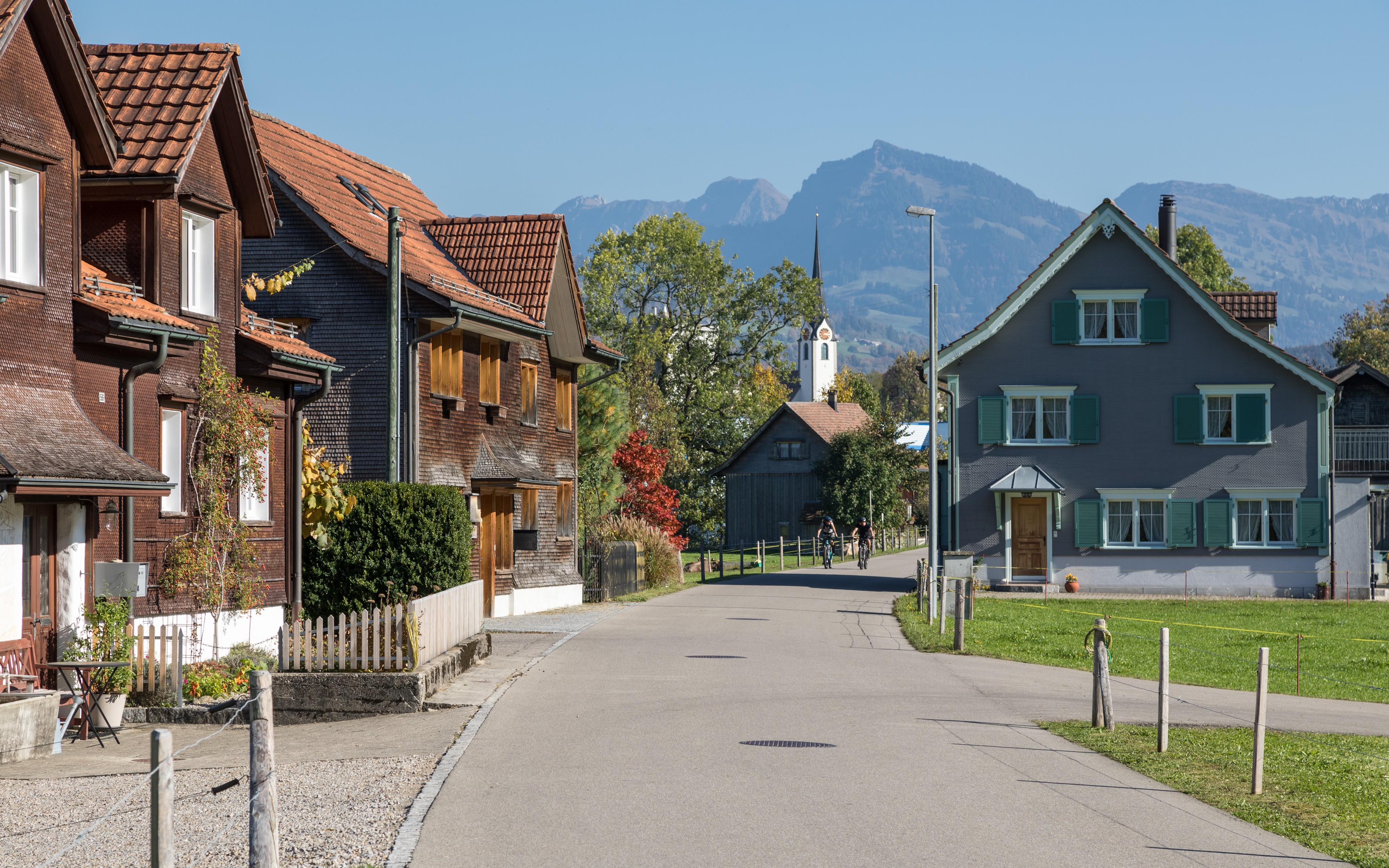
Rohrgartenstrasse
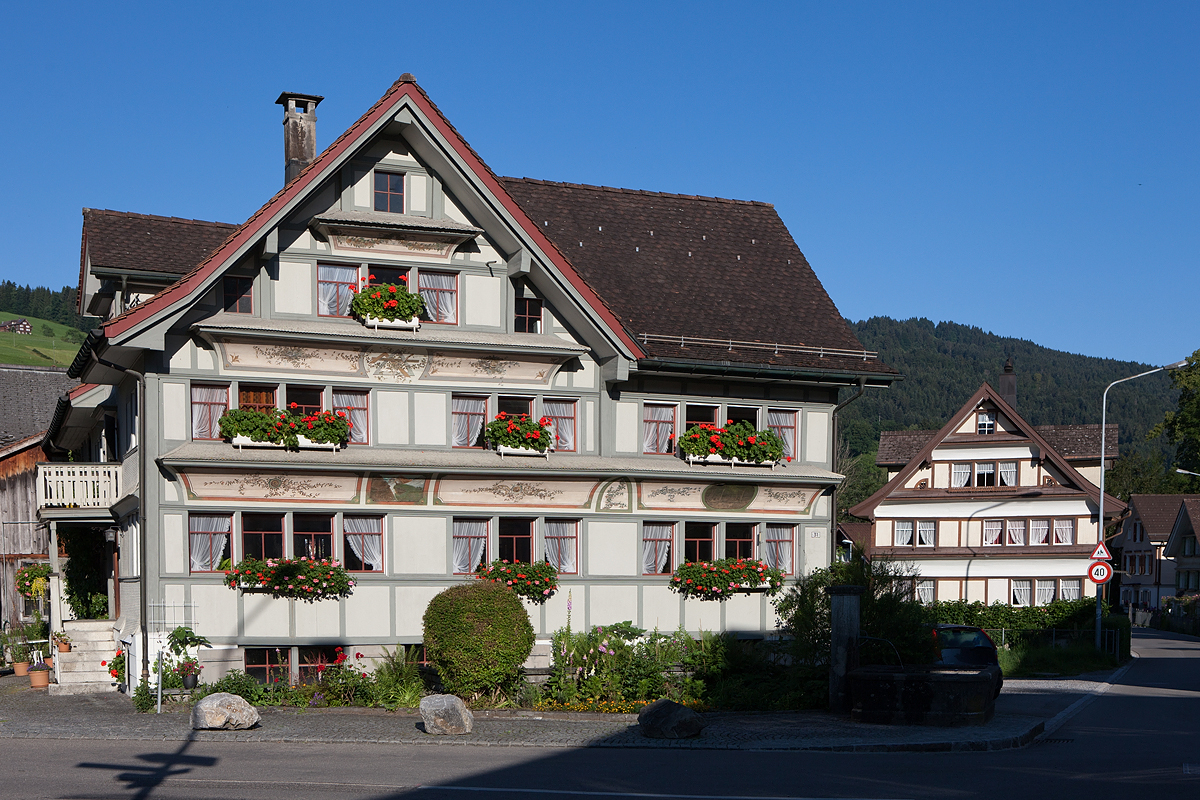
Thurau
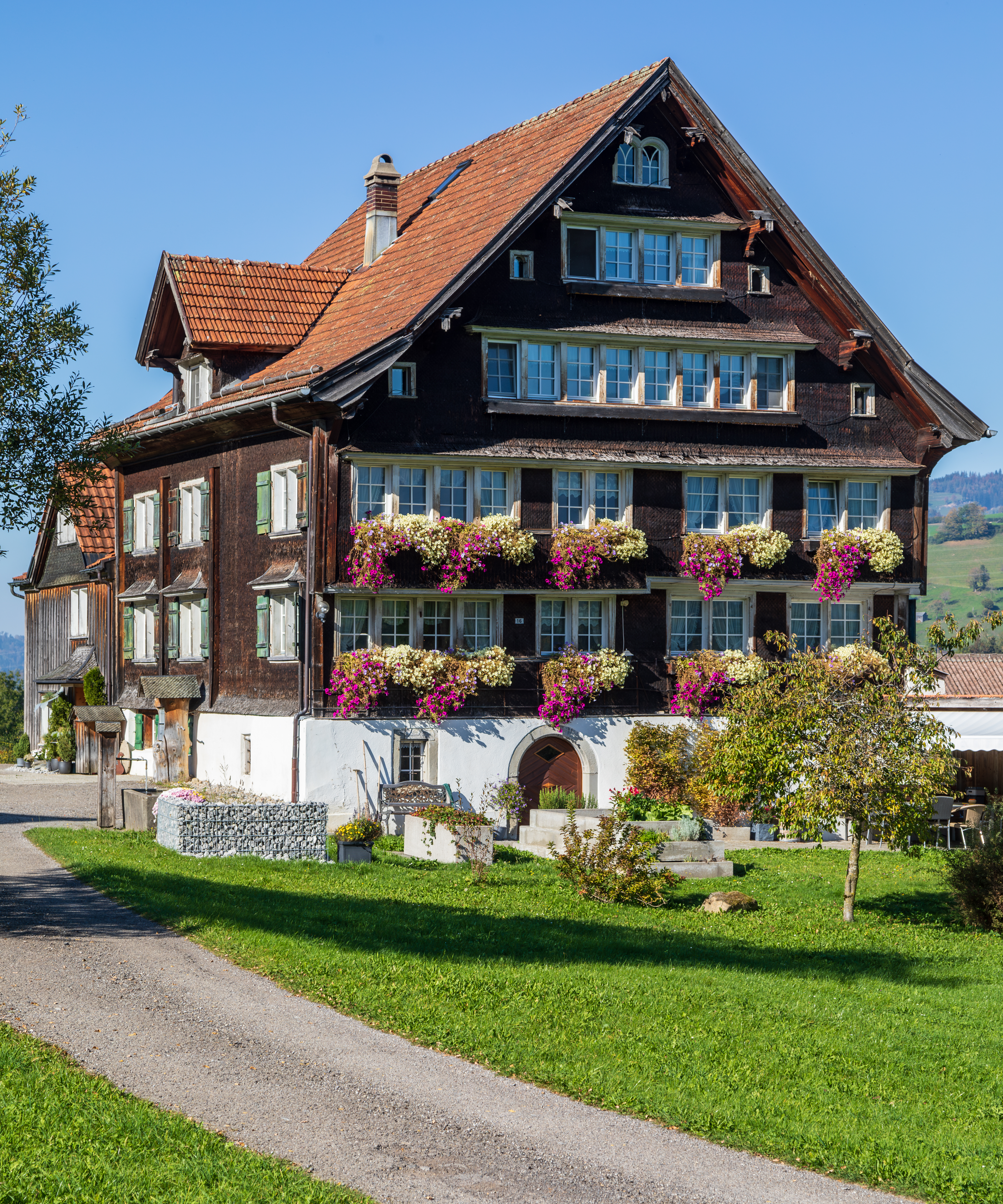
Wohnhaus Eichstrasse 16
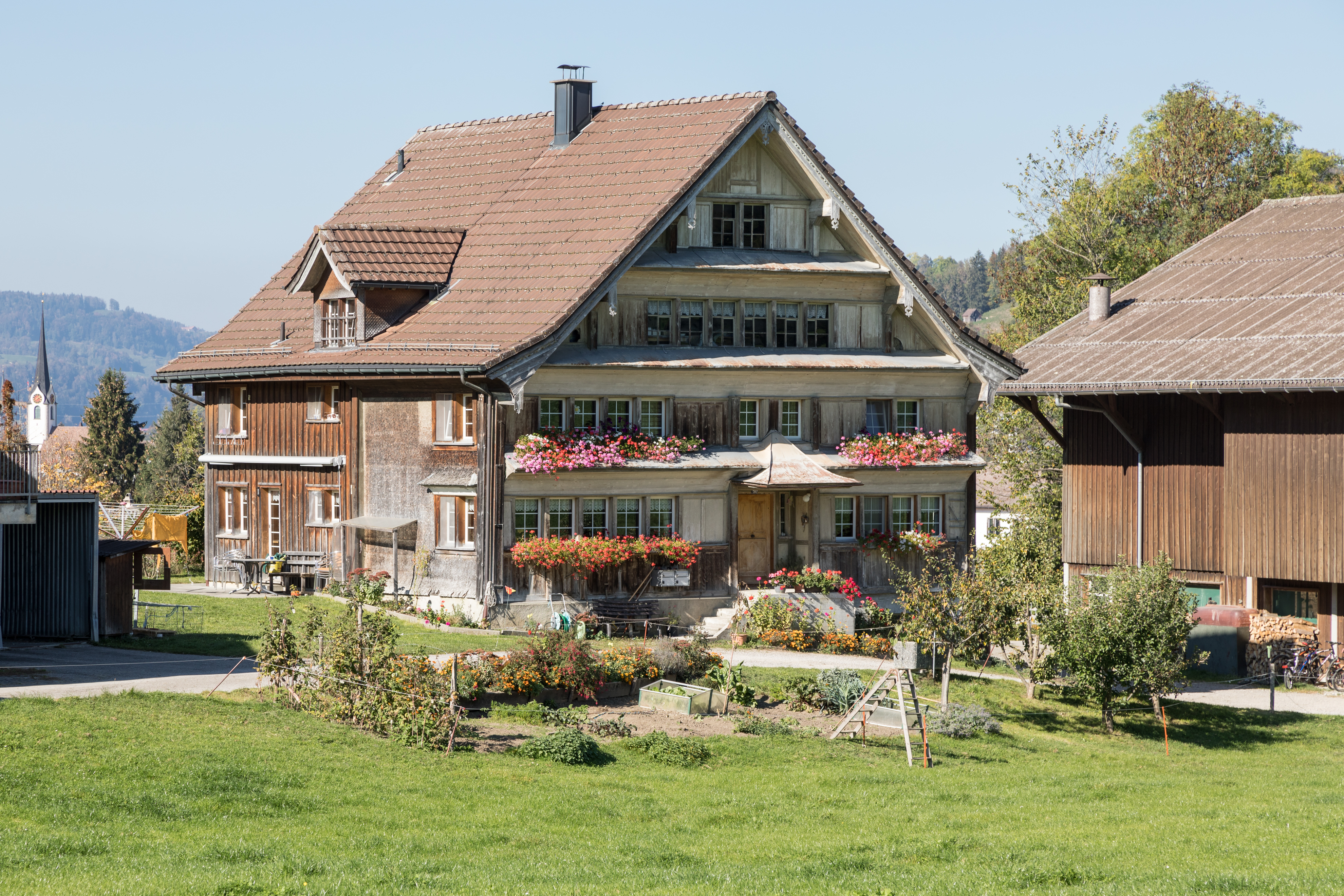
Haus am "Oberer Steinenbach"
Luftbild der Bürstenfabrik von Walter Mittelholzer von 1925
Luftbild der Turngerätefabrik Alder-Fierz & Gebr. Eisenhut von Walter Mittelholzer, ca. 1918–1937